# Herbert James Hunt
Herbert James Hunt (* 1899 in Lichfield; † 2. November 1973) war ein britischer Romanist und Literaturwissenschaftler.

## Leben und Werk
Hunt studierte in Oxford und lehrte von 1927 bis 1944 am St Edmund Hall, Oxford. Von 1944 bis 1966 war er Professor für Französisch am Royal Holloway, University of London, von 1966 bis 1970 Senior Fellow für Französisch an der University of Warwick.

## Werke
- Le Socialisme et le romantisme en France. Étude de la presse socialiste de 1830 à 1848, Oxford 1935
- The epic in nineteenth-century France. A study in heroic and humanitarian poetry from „Les martyrs“ to „Les siècles morts“ 1941 (Vorwort von Gustave Rudler)
- (Hrsg.) Hugo, La Légende des siècles, Oxford 1945
- Honoré de Balzac. A biography, London 1957
- Balzac’s Comédie humaine, London 1959, 1964
- (Hrsg.) Balzac, Eugénie Grandet, London 1967
- (Hrsg. und Übersetzer) Balzac, Cousin Pons, London 1968, 1984 (Penguin Books)
- (Hrsg. und Übersetzer) Balzac, Lost Illusions, Harmondsworth 1971, 1976
- (Hrsg. und Übersetzer) Balzac, A murky business [Une ténébreuse affaire], Harmondsworth 1972
- (Hrsg. und Übersetzer) Balzac, History of the Thirteen, London 1974, 1978 (Penguin Classics)
- (Hrsg. und Übersetzer) Balzac, The wild ass’s skin (La peau de chagrin), Harmondsworth 1977